# Ash Crow - 平沢進 ベルセルク サウンドトラック集
『Ash Crow - 平沢進 ベルセルク サウンドトラック集』は、平沢進の12枚目となるサウンドトラックである。
本作はベルセルク映像化作品のサウンドトラックから10曲を厳選している。

## 収録曲
1. 灰よ
2. BERSERK-Forces 2016
3. Aria
4. FORCES II
5. ZODDO II
6. 冠毛種子の大群（Large Chamber ver.） 現象の花の秘密のバージョンよりもリバーブが深く、大きな部屋で演奏しているように仕上げられている。
7. INDRA 2016
8. Ash Crow
9. Sign
10. Sign-3
11. Aria （カラオケ）
12. 灰よ （カラオケ）
13. Ash Crow（カラオケ）